# Herman Webster Mudgett
Herman Webster Mudgett (ur. 16 maja 1860 w Gilmanton, zm. 7 maja 1896 w Filadelfii) – amerykański seryjny morderca, lepiej znany pod pseudonimem „Dr. Henry Howard Holmes”. Używał również pseudonimu Henry Mansfield Howard. Mudgett złapał w pułapkę i zamordował prawdopodobnie około stu gości swojego hotelu, który otworzył w 1893 roku w Chicago. Przyznał się do 27 morderstw, z czego dziewięć potwierdzono. Mudgett przedstawiany jest jako pierwszy znany seryjny morderca w USA.

## Życiorys
Mudgett urodził się 16 maja 1860 roku, w Gilmanton w stanie New Hampshire. Jego ojciec był kierownikiem urzędu pocztowego. Młody Mudgett ukończył szkołę średnią i pracował jakiś czas jako nauczyciel. Później podjął studia medyczne na Uniwersytecie Michigan, gdzie w roku 1884 uzyskał tytuł lekarza i podjął praktykę w Nowym Jorku. Na studiach szczególnie interesował się medycyną sądową i już wtedy przeprowadzał na zwłokach różne eksperymenty. W 1886 roku zmienił nazwisko na Holmes i wyjechał do Chicago.
Charakterystyczny dla Holmesa był pociąg do kobiet, szczególnie do blondynek. 7 lipca 1878 roku Holmes poślubił Clarę A. Lovering z Alton, New Hampshire. Para miała jednego syna, Roberta, który przyszedł na świat 3 lutego 1880 roku w rodzinnym miasteczku swojej matki, w Loudon, Merrimack, w stanie New Hampshire. Robert zmarł 3 listopada 1956 w New Smyrna Beach na Florydzie. W 1880 roku Mudgett mieszkał ze swoją rodziną w Loudon, NH. 28 stycznia 1887 roku Holmes ponownie się ożenił (bez uzyskania rozwodu z pierwszą żoną). Jego wybranką była Myrta Z. Belknap z Minneapolis w stanie Minnesota. Z tego związku miał córkę Lucy T. Holmes, urodzoną w lipcu 1889 roku w Wilmette, w stanie Illinois. Holmes złożył pozew o rozwód, ale przewód sądowy nigdy nie został sfinalizowany.

## Życie i zbrodnie w Chicago
Wkrótce po odejściu od drugiej żony podjął pracę w drogerii w Englewood na przedmieściach Chicago. Właścicielką sklepu była blondynka o nazwisku Holton. W niedługim czasie po zatrudnieniu Holmesa kobieta zniknęła, on zaś stał się faktycznym właścicielem sklepu. Sąsiadów pani Holton poinformował, że jego chlebodawczyni wyjechała na dłużej do Kalifornii.
Do Englewood przybył jubiler, Ned Conner, z 18-letnią siostrą Gertie, żoną Julią i 8-letnią córeczką Pearl. Holmes zaproponował mu otwarcie punktu usługowego w drogerii. Conner przyjął propozycję, dzięki czemu Holmes zyskał dwie kochanki, Julię i Gertie. Po pewnym czasie jubiler zorientował się w sytuacji i wyjechał, zostawiając rodzinę. Przeprowadził też z żoną rozwód z powodu jej niewierności.
Holmes kupił plac naprzeciwko drogerii i zaczął budować dom na wzór zamku (w budynku były tajne przejścia, zapadnie i kryjówki etc.). Wkrótce też zamieszkał w tym domu z obiema kochankami. Julia jednak nie chciała dzielić się swym mężczyzną ze szwagierką Gertie, ani z następną kobietą – panną von Tessel, która również przyciągnęła uwagę Holmesa. Pewnego razu okazało się, że Gertie i panna von Tessel zniknęły i przez pewien czas zaborcza Julia nie miała rywalek. Niedługo później Holmes zatrudnił Emily Cigrand jako sekretarkę. Sceny zazdrości Julii spowodowały, że postanowił pozbyć się kobiety. Wraz z nią zniknęła córka Connerów. Wkrótce zamieszkała z nim, uchodząc za jego żonę, Mimi Williams, zamożna panienka z Missisipi. Po kilku miesiącach Holmes zaprosił do siebie kuzynkę Mimi, Nannie, która po pewnym czasie zniknęła. Mimi po pożarze dachu domu ujawniła agentom ubezpieczeniowym, że to Holmes podłożył ogień. Mimi została zamordowana następnego dnia.
Kiedy w 1893 roku Chicago przeżywało oblężenie turystów w związku z wystawą światową, Holmes postanowił dorobić do pensji. Wynajmował pokoje w swym domostwie turystom. Często też zdarzało się, że co bogatsi goście, którzy przekroczyli próg jego zamku, już go nie opuszczali. Niektóre ofiary ociosywał z mięsa i ćwiartował, a szkielety sprzedawał po jakimś czasie Akademii Medycznej.
9 stycznia 1894 roku Holmes ożenił się po raz trzeci. Tym razem jego żoną została Georgiana Yoke. Nowo poślubiony małżonek został aresztowany za drobne oszustwo. Kochająca i przekonana o jego niewinności żona wpłaciła kaucję i uwolniła męża. Niebawem podzieliła los swoich poprzedniczek, znikając pewnego dnia bez śladu.

## Zatrzymanie
Mudgett, prowadząc interesy z Benem Pitezelem, uknuł plan wyłudzenia od towarzystwa ubezpieczeniowego sporej sumy pieniędzy. W Filadelfii policja znalazła niejakiego pana Perry, który zginął w swoim biurze wskutek nieszczęśliwego wypadku, spowodowanego wybuchem chemikaliów. Sprawę zamknięto, gdy do miejscowego towarzystwa ubezpieczeniowego i policji zgłosił się adwokat Howe, twierdząc, że nieżyjący Perry to jego klient – Pitezel. Wkrótce też z Chicago wdowa po nim wysłała przyjaciela rodziny H. H. Holmesa, by zidentyfikował zwłoki. Towarzystwo ubezpieczeniowe, które niedawno otworzyło polisę na życie zmarłego, wypłaciło wdowie 10 tysięcy dolarów. Do towarzystwa ubezpieczeniowego nadszedł list, w którym więzień odbywający karę z Holmesem wyjawił całą intrygę, prowadzącą do wyłudzenia pieniędzy i polisy. Okazało się, że pomysł polegał na wykupieniu polisy, wyszukaniu mężczyzny podobnego do Pitezela, upozorowaniu wybuchu i przekupieniu adwokata, którego polecił autor listu. Spiskowcy popełnili jednak dość istotny błąd – więzień nie otrzymał swojej części z polisy i postanowił się zemścić. Mudgett przyznał się do oszustwa, twierdząc, że Pitezel popełnił samobójstwo. Wdowa po nim zeznała, że też brała w tym udział, przekonana, że mąż żyje, lecz się ukrywa. Nie wiadomo też, dlaczego powierzyła Holmesowi trójkę swoich dzieci, które miał umieścić u pewnej wdowy w stanie Kentucky.

## Śledztwo
Zbieranie dowodów policja rozpoczęła od rewizji „zamku” aresztowanego. Wizja lokalna ujawniła niezwykłe wyposażenie tego budynku. W pokojach znajdowały się rurki gazowe i ukryte wizjery. Dopływ gazu regulowano z gabinetu Holmesa, dzięki czemu ten, nie ruszając się z miejsca, mógł wypełniać gazem dowolnie wybrane przez siebie pomieszczenia. Na dodatek odkryto, że niektóre z pokoi wyłożone były azbestem lub stalowymi płytami, inne zaś w ogóle nie miały okien. Parter i piętro połączone były z piwnicą przy pomocy szerokich zsypów. W piwnicy zaś znajdowały się narzędzia chirurgiczne i piec krematoryjny, wystarczająco duży, by można było w nim spalić ludzkie zwłoki. Tych informacji nie włączono jednak do śledztwa, gdyż nie było wystarczających dowodów wskazujących na zbrodniczą działalność Holmesa.

## Wyrok i egzekucja
W procesie Holmesa dowiedziono mu jedynie zamordowanie Pitezela i za to został skazany na karę śmierci. O pozostałych jego zbrodniach wiemy jedynie z pamiętników, które spisywał w więzieniu i za słoną opłatą sprzedawał do gazet. Holmes początkowo przyznał się do popełnienia 27 morderstw na terenie Chicago, Indianapolis i Toronto oraz do 6 usiłowań zabójstwa. Po jakimś czasie odwołał swoje zeznania, twierdząc, że był opętany przez szatana.
Herman Webster Mudgett vel H. H. Holmes został powieszony 7 maja 1896 roku. Ostatnią wolą Holmesa było, by trumnę z jego zwłokami zalano betonem – tak bardzo bał się potencjalnych eksperymentów medycznych, które mogły być prowadzone na jego ciele. Prośbę spełniono. Przed śmiercią przyznał się jeszcze do nieumyślnego spowodowania śmierci Emily Cigrand i Julii Conner, które miały umrzeć w wyniku nieudanego zabiegu przerwania ciąży.